# Don’t Break Me
«Don’t Break Me» — песня австралийской певицы Монтень, представляющая страну на конкурсе песни Евровидение 2020. Сингл был издан в формате цифровой дистрибуции 31 января 2020 года звукозаписывающим лейблом Wonderlick.
Песня стала победителем национального отбора Eurovision - Australia Decides, прошедшего 8 февраля 2020 года. Во время отбора певица выступила в клоунском костюме с париком голубого цвета. Песня набрала наибольшее количество баллов от жюри (54) и второе место по голосованию телезрителей (53 балла), победив в отборе с общей суммой в 107 баллов. Монтень должна была выступить с «Don’t Break Me» в первом полуфинале конкурса, который должен был состояться 12 мая 2020 года, но весь конкурс был отменен из-за пандемии COVID-19.
По словам певицы, песня повествует о расставании и фазе в отношениях, когда один из партнёров ощущает, что вкладывает в отношения больше времени и энергии; также Монтень рассказала, что написала песню под впечатлением от книги Co-dependent No More Мелоди Битти о самопомощи в созависимых отношениях.

## Позиции в чартах
| Чарт (2020)                     | Наивысшая позиция |
| ------------------------------- | ----------------- |
| Australia Digital Tracks (ARIA) | 22                |